# Liste bemannter Missionen zur Raumstation Mir

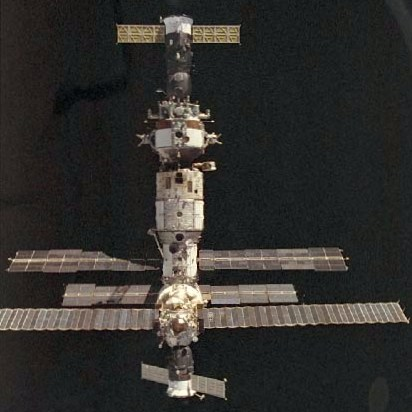
Sojus TM-20 ist am unteren Ende der Mir angedockt, gesehen vom Space Shuttle Discovery während der Mission STS-63 im Februar 1995

Dies ist die Liste der bemannten Missionen zur Raumstation Mir. Mir war eine sehr erfolgreiche sowjetische bzw. russische Raumstation, die am 19. Februar 1986 gestartet und am 23. März 2001 gezielt abgebremst wurde und in der Erdatmosphäre verglühte. Sie bestand aus zahlreichen Einzelmodulen, die im Orbit zusammengebaut wurden. Die Aufenthaltsdauer der einzelnen Besatzungen reichte von ungefähr einer Woche bis zum 14-monatigen Flug von Waleri Poljakow von Januar 1994 bis März 1995. Damit hält Poljakow noch immer den Rekord für den längsten Aufenthalt im All.
Viele der Besatzungen, die die Mir besuchten, benutzen verschiedene Raumschiffe zum Start und zur Landung; das erste Beispiel sind Alexander Wiktorenko und Muhammed Faris, die am 22. Juli 1987 mit Sojus TM-3 gestartet und eine Woche später am 30. Juli 1987 mit Sojus TM-2 gelandet sind. Die größte Besatzung (ohne die Space-Shuttle-Missionen der NASA mitzurechnen) bestand aus sechs Raumfahrern. Das geschah zuerst mit der Kopplung von Sojus TM-7 am 26. November 1988 und dauerte drei Wochen.
| Datum              | Raumschiff                        | Raumschiff                        | Besatzung | Besatzung                                                                                                   | Besatzung                                                              | Besatzung                                          |
| ------------------ | --------------------------------- | --------------------------------- | --- | --- | ---------------------------------------------------------------------- | -------------------------------------------------- |
| 13. März 1986      | 1 Sojus T-15                      |                                   | Mir EO-1 Leonid Kisim (K) Wladimir Solowjow (BI)                                                             | |                                                                        |                                                    |
| 16. Juli 1986      | 1 Sojus T-15                      |                                   | Mir EO-1 Leonid Kisim (K) Wladimir Solowjow (BI)                                                             | |                                                                        |                                                    |
| Unbesetzt          |                                   |                                   | | |                                                                        |                                                    |
| 5. Februar 1987    | 2 Sojus TM-2                      |                                   | Mir LD-1 Juri Romanenko (K)                                                                                  | Mir EO-2a Alexander Lawejkin (BI)                                                                           |                                                                        |                                                    |
| 22. Juli 1987      | 2 Sojus TM-2                      | 3 Sojus TM-3                      | Mir LD-1 Juri Romanenko (K)                                                                                  | Mir EO-2a Alexander Lawejkin (BI)                                                                           | Mir EO-2b Alexander Alexandrow                                         | Mir EP-1 Alexander Wiktorenko Muhammed Ahmed Faris |
| 30. Juli 1987      | 2 Sojus TM-2                      | 3 Sojus TM-3                      | Mir LD-1 Juri Romanenko (K)                                                                                  | Mir EO-2a Alexander Lawejkin (BI)                                                                           | Mir EO-2b Alexander Alexandrow                                         | Mir EP-1 Alexander Wiktorenko Muhammed Ahmed Faris |
| 21. Dezember 1987  | 4 Sojus TM-4                      | 3 Sojus TM-3                      | Mir LD-1 Juri Romanenko (K)                                                                                  | Mir EO-3 Wladimir Titow Mussa Manarow                                                                       | Mir EO-2b Alexander Alexandrow                                         | Mir LII-1 Anatoli Lewtschenko                      |
| 29. Dezember 1987  | 4 Sojus TM-4                      | 3 Sojus TM-3                      | Mir LD-1 Juri Romanenko (K)                                                                                  | Mir EO-3 Wladimir Titow Mussa Manarow                                                                       | Mir EO-2b Alexander Alexandrow                                         | Mir LII-1 Anatoli Lewtschenko                      |
| 7. Juni 1988       | 4 Sojus TM-4                      | 5 Sojus TM-5                      | Mir EP-2 Anatoli Solowjow Wiktor Sawinych Alexandar Alexandrow                                               | Mir EO-3 Wladimir Titow Mussa Manarow                                                                       |                                                                        |                                                    |
| 17. Juni 1988      | 4 Sojus TM-4                      | 5 Sojus TM-5                      | Mir EP-2 Anatoli Solowjow Wiktor Sawinych Alexandar Alexandrow                                               | Mir EO-3 Wladimir Titow Mussa Manarow                                                                       |                                                                        |                                                    |
| 29. August 1988    | 6 Sojus TM-6                      | 5 Sojus TM-5                      | Mir EP-3 Wladimir Ljachow Abdul Ahad Mohmand                                                                 | Mir EO-3 Wladimir Titow Mussa Manarow                                                                       | Mir LD-2 Waleri Poljakow                                               |                                                    |
| 7. September 1988  | 6 Sojus TM-6                      | 5 Sojus TM-5                      | Mir EP-3 Wladimir Ljachow Abdul Ahad Mohmand                                                                 | Mir EO-3 Wladimir Titow Mussa Manarow                                                                       | Mir LD-2 Waleri Poljakow                                               |                                                    |
| 26. November 1988  | 6 Sojus TM-6                      | 7 Sojus TM-7                      | Mir EO-4 Alexander Wolkow Sergei Krikaljow                                                                   | Mir EO-3 Wladimir Titow Mussa Manarow                                                                       | Mir LD-2 Waleri Poljakow                                               | Mir-Aragatz Jean-Loup Chrétien                     |
| 21. Dezember 1988  | 6 Sojus TM-6                      | 7 Sojus TM-7                      | Mir EO-4 Alexander Wolkow Sergei Krikaljow                                                                   | Mir EO-3 Wladimir Titow Mussa Manarow                                                                       | Mir LD-2 Waleri Poljakow                                               | Mir-Aragatz Jean-Loup Chrétien                     |
| 27. April 1989     |                                   | 7 Sojus TM-7                      | Mir EO-4 Alexander Wolkow Sergei Krikaljow                                                                   | | Mir LD-2 Waleri Poljakow                                               |                                                    |
| Unbesetzt          |                                   |                                   | | |                                                                        |                                                    |
| 5. September 1989  |                                   | 8 Sojus TM-8                      | | Mir EO-5 Alexander Wiktorenko Alexander Serebrow                                                            |                                                                        |                                                    |
| 11. Februar 1990   | 9 Sojus TM-9                      | 8 Sojus TM-8                      | Mir EO-6 Anatoli Solowjow Alexander Balandin                                                                 | Mir EO-5 Alexander Wiktorenko Alexander Serebrow                                                            |                                                                        |                                                    |
| 19. Februar 1990   | 9 Sojus TM-9                      | 8 Sojus TM-8                      | Mir EO-6 Anatoli Solowjow Alexander Balandin                                                                 | Mir EO-5 Alexander Wiktorenko Alexander Serebrow                                                            |                                                                        |                                                    |
| 1. August 1990     | 9 Sojus TM-9                      | 10 Sojus TM-10                    | Mir EO-6 Anatoli Solowjow Alexander Balandin                                                                 | Mir EO-7 Gennadi Manakow Gennadi Strekalow                                                                  |                                                                        |                                                    |
| 9. August 1990     | 9 Sojus TM-9                      | 10 Sojus TM-10                    | Mir EO-6 Anatoli Solowjow Alexander Balandin                                                                 | Mir EO-7 Gennadi Manakow Gennadi Strekalow                                                                  |                                                                        |                                                    |
| 2. Dezember 1990   | 11 Sojus TM-11                    | 10 Sojus TM-10                    | Mir EO-8 Wiktor Afanassjew Mussa Manarow                                                                     | Mir EO-7 Gennadi Manakow Gennadi Strekalow                                                                  | Mir Kosmoreporter Toyohiro Akiyama                                     |                                                    |
| 10. Dezember 1990  | 11 Sojus TM-11                    | 10 Sojus TM-10                    | Mir EO-8 Wiktor Afanassjew Mussa Manarow                                                                     | Mir EO-7 Gennadi Manakow Gennadi Strekalow                                                                  | Mir Kosmoreporter Toyohiro Akiyama                                     |                                                    |
| 18. Mai 1991       | 11 Sojus TM-11                    | 12 Sojus TM-12                    | Mir EO-8 Wiktor Afanassjew Mussa Manarow                                                                     | Mir LD-3 / Sergej Krikaljow                                                                                 | Mir EO-9 Anatoli Arzebarski                                            | Mir Juno Helen Sharman                             |
| 26. Mai 1991       | 11 Sojus TM-11                    | 12 Sojus TM-12                    | Mir EO-8 Wiktor Afanassjew Mussa Manarow                                                                     | Mir LD-3 / Sergej Krikaljow                                                                                 | Mir EO-9 Anatoli Arzebarski                                            | Mir Juno Helen Sharman                             |
| 2. Oktober 1991    | 13 Sojus TM-13                    | 12 Sojus TM-12                    | Mir EO-10 / Alexander Wolkow                                                                                 | Mir LD-3 / Sergej Krikaljow                                                                                 | Mir EO-9 Anatoli Arzebarski                                            | Mir Austromir Toqtar Äubäkirow Franz Viehböck      |
| 10. Oktober 1991   | 13 Sojus TM-13                    | 12 Sojus TM-12                    | Mir EO-10 / Alexander Wolkow                                                                                 | Mir LD-3 / Sergej Krikaljow                                                                                 | Mir EO-9 Anatoli Arzebarski                                            | Mir Austromir Toqtar Äubäkirow Franz Viehböck      |
| 17. März 1992      | 13 Sojus TM-13                    | 14 Sojus TM-14                    | Mir EO-10 / Alexander Wolkow                                                                                 | Mir LD-3 / Sergej Krikaljow                                                                                 | Mir EO-11 Alexander Wiktorenko Alexander Kaleri                        | Mir 92 Klaus-Dietrich Flade                        |
| 25. März 1992      | 13 Sojus TM-13                    | 14 Sojus TM-14                    | Mir EO-10 / Alexander Wolkow                                                                                 | Mir LD-3 / Sergej Krikaljow                                                                                 | Mir EO-11 Alexander Wiktorenko Alexander Kaleri                        | Mir 92 Klaus-Dietrich Flade                        |
| 27. Juli 1992      | 15 Sojus TM-15                    | 14 Sojus TM-14                    | Mir EO-12 Anatoli Solowjow Sergei Awdejew                                                                    | Mir-Antares Michel Tognini                                                                                  | Mir EO-11 Alexander Wiktorenko Alexander Kaleri                        |                                                    |
| 10. August 1992    | 15 Sojus TM-15                    | 14 Sojus TM-14                    | Mir EO-12 Anatoli Solowjow Sergei Awdejew                                                                    | Mir-Antares Michel Tognini                                                                                  | Mir EO-11 Alexander Wiktorenko Alexander Kaleri                        |                                                    |
| 24. Januar 1993    | 15 Sojus TM-15                    | 16 Sojus TM-16                    | Mir EO-12 Anatoli Solowjow Sergei Awdejew                                                                    | Mir EO-13 Gennadi Manakow Alexander Polestschuk                                                             |                                                                        |                                                    |
| 1. Februar 1993    | 15 Sojus TM-15                    | 16 Sojus TM-16                    | Mir EO-12 Anatoli Solowjow Sergei Awdejew                                                                    | Mir EO-13 Gennadi Manakow Alexander Polestschuk                                                             |                                                                        |                                                    |
| 1. Juli 1993       | 17 Sojus TM-17                    | 16 Sojus TM-16                    | Mir Altair Jean-Pierre Haigneré                                                                              | Mir EO-13 Gennadi Manakow Alexander Polestschuk                                                             | Mir EO-14 Wassili Ziblijew Alexander Serebrow                          |                                                    |
| 22. Juli 1993      | 17 Sojus TM-17                    | 16 Sojus TM-16                    | Mir Altair Jean-Pierre Haigneré                                                                              | Mir EO-13 Gennadi Manakow Alexander Polestschuk                                                             | Mir EO-14 Wassili Ziblijew Alexander Serebrow                          |                                                    |
| 7. Januar 1994     | 17 Sojus TM-17                    | 18 Sojus TM-18                    | Mir EO-15 Wiktor Afanassjew Juri Ussatschow                                                                  | Mir LD-4 Waleri Poljakow                                                                                    | Mir EO-14 Wassili Ziblijew Alexander Serebrow                          |                                                    |
| 14. Januar 1994    | 17 Sojus TM-17                    | 18 Sojus TM-18                    | Mir EO-15 Wiktor Afanassjew Juri Ussatschow                                                                  | Mir LD-4 Waleri Poljakow                                                                                    | Mir EO-14 Wassili Ziblijew Alexander Serebrow                          |                                                    |
| 1. Juli 1994       | 19 Sojus TM-19                    | 18 Sojus TM-18                    | Mir EO-15 Wiktor Afanassjew Juri Ussatschow                                                                  | Mir LD-4 Waleri Poljakow                                                                                    | Mir EO-16 Juri Malentschenko (K) Talghat Mussabajew (BI)               |                                                    |
| 9. Juli 1994       | 19 Sojus TM-19                    | 18 Sojus TM-18                    | Mir EO-15 Wiktor Afanassjew Juri Ussatschow                                                                  | Mir LD-4 Waleri Poljakow                                                                                    | Mir EO-16 Juri Malentschenko (K) Talghat Mussabajew (BI)               |                                                    |
| 3. Oktober 1994    | 19 Sojus TM-19                    | 20 Sojus TM-20                    | Mir EO-17 Alexander Wiktorenko Jelena Kondakowa                                                              | Mir LD-4 Waleri Poljakow                                                                                    | Mir EO-16 Juri Malentschenko (K) Talghat Mussabajew (BI)               | Mir Euromir 94 Ulf Merbold                         |
| 4. November 1994   | 19 Sojus TM-19                    | 20 Sojus TM-20                    | Mir EO-17 Alexander Wiktorenko Jelena Kondakowa                                                              | Mir LD-4 Waleri Poljakow                                                                                    | Mir EO-16 Juri Malentschenko (K) Talghat Mussabajew (BI)               | Mir Euromir 94 Ulf Merbold                         |
| 14. März 1995      | 21 Sojus TM-21                    | 20 Sojus TM-20                    | Mir EO-17 Alexander Wiktorenko Jelena Kondakowa                                                              | Mir LD-4 Waleri Poljakow                                                                                    | Mir EO-18 Wladimir Deschurow Gennadi Strekalow Norman Thagard (NASA-1) |                                                    |
| 22. März 1995      | 21 Sojus TM-21                    | 20 Sojus TM-20                    | Mir EO-17 Alexander Wiktorenko Jelena Kondakowa                                                              | Mir LD-4 Waleri Poljakow                                                                                    | Mir EO-18 Wladimir Deschurow Gennadi Strekalow Norman Thagard (NASA-1) |                                                    |
| 27. Juni 1995      | 21 Sojus TM-21                    | 22 STS-71 Space Shuttle Atlantis  | STS-71 Robert Gibson Charles Precourt Ellen Baker Bonnie Dunbar Gregory Harbaugh                             | Mir EO-19 Anatoli Solowjow Nikolai Budarin                                                                  | Mir EO-18 Wladimir Deschurow Gennadi Strekalow Norman Thagard (NASA-1) |                                                    |
| 7. Juli 1995       | 21 Sojus TM-21                    | 22 STS-71 Space Shuttle Atlantis  | STS-71 Robert Gibson Charles Precourt Ellen Baker Bonnie Dunbar Gregory Harbaugh                             | Mir EO-19 Anatoli Solowjow Nikolai Budarin                                                                  | Mir EO-18 Wladimir Deschurow Gennadi Strekalow Norman Thagard (NASA-1) |                                                    |
| 3. September 1995  | 21 Sojus TM-21                    | 23 Sojus TM-22                    | Mir EO-20 – Euromir 95 Juri Gidsenko Sergei Awdejew Thomas Reiter                                            | Mir EO-19 Anatoli Solowjow Nikolai Budarin                                                                  |                                                                        |                                                    |
| 11. September 1995 | 21 Sojus TM-21                    | 23 Sojus TM-22                    | Mir EO-20 – Euromir 95 Juri Gidsenko Sergei Awdejew Thomas Reiter                                            | Mir EO-19 Anatoli Solowjow Nikolai Budarin                                                                  |                                                                        |                                                    |
| 12. November 1995  | 24 STS-74 Space Shuttle Atlantis  | 23 Sojus TM-22                    | Mir EO-20 – Euromir 95 Juri Gidsenko Sergei Awdejew Thomas Reiter                                            | STS-74 Kenneth Cameron James Halsell Jerry Ross William S. McArthur Chris Hadfield                          |                                                                        |                                                    |
| 20. November 1995  | 24 STS-74 Space Shuttle Atlantis  | 23 Sojus TM-22                    | Mir EO-20 – Euromir 95 Juri Gidsenko Sergei Awdejew Thomas Reiter                                            | STS-74 Kenneth Cameron James Halsell Jerry Ross William S. McArthur Chris Hadfield                          |                                                                        |                                                    |
| 21. Februar 1996   | 25 Sojus TM-23                    | 23 Sojus TM-22                    | Mir EO-20 – Euromir 95 Juri Gidsenko Sergei Awdejew Thomas Reiter                                            | Mir EO-21 Juri Onufrijenko Juri Ussatschow                                                                  |                                                                        |                                                    |
| 29. Februar 1996   | 25 Sojus TM-23                    | 23 Sojus TM-22                    | Mir EO-20 – Euromir 95 Juri Gidsenko Sergei Awdejew Thomas Reiter                                            | Mir EO-21 Juri Onufrijenko Juri Ussatschow                                                                  |                                                                        |                                                    |
| 22. März 1996      | 25 Sojus TM-23                    | 26 STS-76 Space Shuttle Atlantis  | STS-76 Kevin Chilton Richard Searfoss Linda Godwin Michael Clifford Ronald Sega                              | Mir EO-21 Juri Onufrijenko Juri Ussatschow                                                                  | NASA-2 Shannon Lucid                                                   |                                                    |
| 31. März 1996      | 25 Sojus TM-23                    | 26 STS-76 Space Shuttle Atlantis  | STS-76 Kevin Chilton Richard Searfoss Linda Godwin Michael Clifford Ronald Sega                              | Mir EO-21 Juri Onufrijenko Juri Ussatschow                                                                  | NASA-2 Shannon Lucid                                                   |                                                    |
| 17. August 1996    | 25 Sojus TM-23                    | 27 Sojus TM-24                    | Mir EO-22 Waleri Korsun Alexander Kaleri                                                                     | Mir EO-21 Juri Onufrijenko Juri Ussatschow                                                                  | NASA-2 Shannon Lucid                                                   | Mir-Cassiopée Claudie Haigneré                     |
| 2. September 1996  | 25 Sojus TM-23                    | 27 Sojus TM-24                    | Mir EO-22 Waleri Korsun Alexander Kaleri                                                                     | Mir EO-21 Juri Onufrijenko Juri Ussatschow                                                                  | NASA-2 Shannon Lucid                                                   | Mir-Cassiopée Claudie Haigneré                     |
| 16. September 1996 | 28 STS-79 Space Shuttle Atlantis  | 27 Sojus TM-24                    | Mir EO-22 Waleri Korsun Alexander Kaleri                                                                     | STS-79 William Readdy Terrence Wilcutt Thomas Akers Jerome Apt Carl Walz                                    | NASA-2 Shannon Lucid                                                   | NASA-3 John Blaha                                  |
| 26. September 1996 | 28 STS-79 Space Shuttle Atlantis  | 27 Sojus TM-24                    | Mir EO-22 Waleri Korsun Alexander Kaleri                                                                     | STS-79 William Readdy Terrence Wilcutt Thomas Akers Jerome Apt Carl Walz                                    | NASA-2 Shannon Lucid                                                   | NASA-3 John Blaha                                  |
| 12. Januar 1997    | 29 STS-81 Space Shuttle Atlantis  | 27 Sojus TM-24                    | Mir EO-22 Waleri Korsun Alexander Kaleri                                                                     | STS-81 Michael Baker Brent Jett John Grunsfeld Marsha Ivins Peter Wisoff                                    | NASA-4 Jerry Linenger                                                  | NASA-3 John Blaha                                  |
| 22. Januar 1997    | 29 STS-81 Space Shuttle Atlantis  | 27 Sojus TM-24                    | Mir EO-22 Waleri Korsun Alexander Kaleri                                                                     | STS-81 Michael Baker Brent Jett John Grunsfeld Marsha Ivins Peter Wisoff                                    | NASA-4 Jerry Linenger                                                  | NASA-3 John Blaha                                  |
| 10. Februar 1997   | 30 Sojus TM-25                    | 27 Sojus TM-24                    | Mir EO-22 Waleri Korsun Alexander Kaleri                                                                     | Mir EO-23 Wassili Ziblijew Alexander Lasutkin                                                               | NASA-4 Jerry Linenger                                                  | Mir 97 Reinhold Ewald                              |
| 2. März 1997       | 30 Sojus TM-25                    | 27 Sojus TM-24                    | Mir EO-22 Waleri Korsun Alexander Kaleri                                                                     | Mir EO-23 Wassili Ziblijew Alexander Lasutkin                                                               | NASA-4 Jerry Linenger                                                  | Mir 97 Reinhold Ewald                              |
| 15. Mai 1997       | 30 Sojus TM-25                    | 31 STS-84 Space Shuttle Atlantis  | STS-84 Charles Precourt Eileen Collins Carlos Noriega Edward Tsang Lu Jean-François Clervoy Jelena Kondakowa | Mir EO-23 Wassili Ziblijew Alexander Lasutkin                                                               | NASA-4 Jerry Linenger                                                  | NASA-5 Michael Foale                               |
| 24. Mai 1997       | 30 Sojus TM-25                    | 31 STS-84 Space Shuttle Atlantis  | STS-84 Charles Precourt Eileen Collins Carlos Noriega Edward Tsang Lu Jean-François Clervoy Jelena Kondakowa | Mir EO-23 Wassili Ziblijew Alexander Lasutkin                                                               | NASA-4 Jerry Linenger                                                  | NASA-5 Michael Foale                               |
| 5. August 1997     | 30 Sojus TM-25                    | 32 Sojus TM-26                    | Mir EO-24 Anatoli Solowjow Pawel Winogradow                                                                  | Mir EO-23 Wassili Ziblijew Alexander Lasutkin                                                               |                                                                        | NASA-5 Michael Foale                               |
| 14. August 1997    | 30 Sojus TM-25                    | 32 Sojus TM-26                    | Mir EO-24 Anatoli Solowjow Pawel Winogradow                                                                  | Mir EO-23 Wassili Ziblijew Alexander Lasutkin                                                               |                                                                        | NASA-5 Michael Foale                               |
| 25. September 1997 | 33 STS-86 Space Shuttle Atlantis  | 32 Sojus TM-26                    | Mir EO-24 Anatoli Solowjow Pawel Winogradow                                                                  | STS-86 James Wetherbee Michael Bloomfield Scott Parazynski Wendy Lawrence Jean-Loup Chrétien Wladimir Titow | NASA-6 David Wolf                                                      | NASA-5 Michael Foale                               |
| 6. Oktober 1997    | 33 STS-86 Space Shuttle Atlantis  | 32 Sojus TM-26                    | Mir EO-24 Anatoli Solowjow Pawel Winogradow                                                                  | STS-86 James Wetherbee Michael Bloomfield Scott Parazynski Wendy Lawrence Jean-Loup Chrétien Wladimir Titow | NASA-6 David Wolf                                                      | NASA-5 Michael Foale                               |
| 22. Januar 1998    | 34 STS-89 Space Shuttle Endeavour | 32 Sojus TM-26                    | Mir EO-24 Anatoli Solowjow Pawel Winogradow                                                                  | STS-89 Terrence Wilcutt Joe Edwards Bonnie Dunbar Michael Anderson James Reilly Salischan Scharipow         | NASA-6 David Wolf                                                      | NASA-7 Andrew Thomas                               |
| 29. Januar 1998    | 34 STS-89 Space Shuttle Endeavour | 32 Sojus TM-26                    | Mir EO-24 Anatoli Solowjow Pawel Winogradow                                                                  | STS-89 Terrence Wilcutt Joe Edwards Bonnie Dunbar Michael Anderson James Reilly Salischan Scharipow         | NASA-6 David Wolf                                                      | NASA-7 Andrew Thomas                               |
| 30. Januar 1998    | 35 Sojus TM-27                    | 32 Sojus TM-26                    | Mir EO-24 Anatoli Solowjow Pawel Winogradow                                                                  | Mir EO-25 Talghat Mussabajew Nikolai Budarin                                                                | Mir-Pégase Léopold Eyharts                                             | NASA-7 Andrew Thomas                               |
| 19. Februar 1998   | 35 Sojus TM-27                    | 32 Sojus TM-26                    | Mir EO-24 Anatoli Solowjow Pawel Winogradow                                                                  | Mir EO-25 Talghat Mussabajew Nikolai Budarin                                                                | Mir-Pégase Léopold Eyharts                                             | NASA-7 Andrew Thomas                               |
| 2. Juni 1998       | 35 Sojus TM-27                    | 36 STS-91 Space Shuttle Discovery | STS-91 Charles Precourt Dominic Gorie Wendy Lawrence Franklin Chang-Diaz Janet Kavandi Waleri Rjumin         | Mir EO-25 Talghat Mussabajew Nikolai Budarin                                                                |                                                                        | NASA-7 Andrew Thomas                               |
| 12. Juni 1998      | 35 Sojus TM-27                    | 36 STS-91 Space Shuttle Discovery | STS-91 Charles Precourt Dominic Gorie Wendy Lawrence Franklin Chang-Diaz Janet Kavandi Waleri Rjumin         | Mir EO-25 Talghat Mussabajew Nikolai Budarin                                                                |                                                                        | NASA-7 Andrew Thomas                               |
| 13. August 1998    | 35 Sojus TM-27                    | 37 Sojus TM-28                    | Mir EO-26 Gennadi Padalka                                                                                    | Mir EO-25 Talghat Mussabajew Nikolai Budarin                                                                | Mir EO-26/27 Sergei Awdejew                                            | Mir EP-4 Juri Baturin                              |
| 25. August 1998    | 35 Sojus TM-27                    | 37 Sojus TM-28                    | Mir EO-26 Gennadi Padalka                                                                                    | Mir EO-25 Talghat Mussabajew Nikolai Budarin                                                                | Mir EO-26/27 Sergei Awdejew                                            | Mir EP-4 Juri Baturin                              |
| 20. Februar 1999   | 38 Sojus TM-29                    | 37 Sojus TM-28                    | Mir EO-26 Gennadi Padalka                                                                                    | Mir EO-27 – Mir Perseus Wiktor Afanassjew Jean-Pierre Haigneré                                              | Mir EO-26/27 Sergei Awdejew                                            | Mir Stefanik Ivan Bella                            |
| 28. Februar 1999   | 38 Sojus TM-29                    | 37 Sojus TM-28                    | Mir EO-26 Gennadi Padalka                                                                                    | Mir EO-27 – Mir Perseus Wiktor Afanassjew Jean-Pierre Haigneré                                              | Mir EO-26/27 Sergei Awdejew                                            | Mir Stefanik Ivan Bella                            |
| 28. August 1999    | 38 Sojus TM-29                    |                                   | | Mir EO-27 – Mir Perseus Wiktor Afanassjew Jean-Pierre Haigneré                                              | Mir EO-26/27 Sergei Awdejew                                            |                                                    |
| Unbesetzt          |                                   |                                   | | |                                                                        |                                                    |
| 4. April 2000      | 39 Sojus TM-30                    |                                   | Mir EO-28 Sergej Saljotin (K) Alexander Kaleri (BI)                                                          | |                                                                        |                                                    |
| 16. Juni 2000      | 39 Sojus TM-30                    |                                   | Mir EO-28 Sergej Saljotin (K) Alexander Kaleri (BI)                                                          | |                                                                        |                                                    |

Legende:
- EO: Stammmannschaft (von russisch ЭО, Экспедиция Основная, Ekspedizia Osnownaja), auf Englisch: PE (Principal Expedition)
- EP: Besuchsmannschaft (von russisch ЭП, Экспедиция Посещения, Ekspedizia Poseschtschenja), auf Englisch: VE (Visiting Expedition)
- K: Kommandant
- BI: Bordingenieur
- WK: Wissenschaftskosmonaut